# Hochquellenleitung

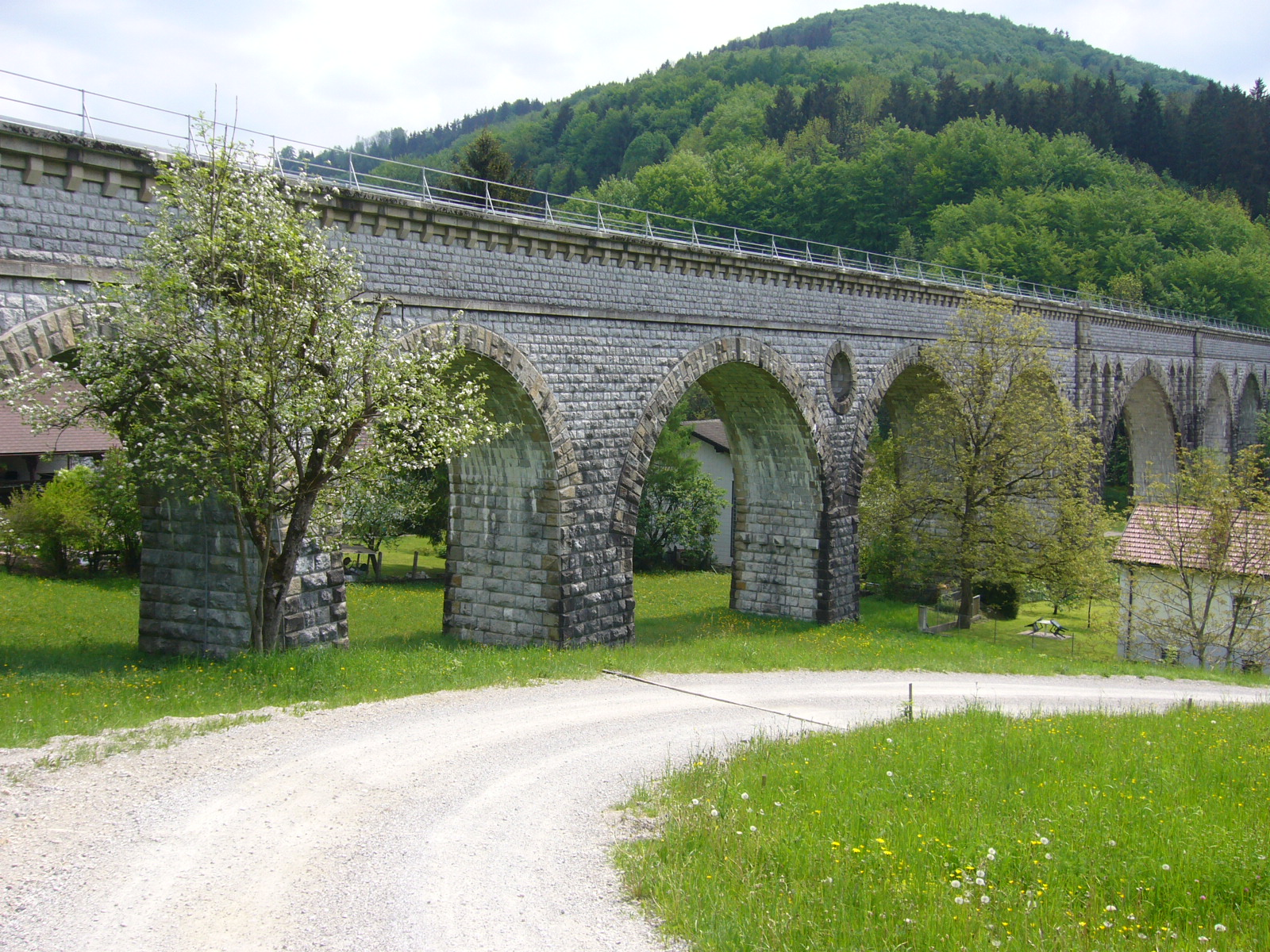
Akwedukt w okolicy St. Anton an der Jeßnitz na II Hochquellenleitung

Hochquellenleitung (niem. wodociąg źródeł wysokogórksich) – nazwa każdego z trzech wodociągów na terenie Austrii biegnących z Dolnej Austrii oraz Styrii do Wiednia. Stanowią one podstawę zaopatrzenia Wiednia w wodę pitną. 

## Zaopatrzenie Wiednia w wodę pitną
Woda pitna do Wiednia transportowana jest na co dzień dwoma rurociągami – I Hochquellenleitung z rejonu Schneeberga, Rax i Schneealpe oraz II Hochquellenleitung z rejonu Hochschwab. Woda pochodzi z obszaru ok. 675 tys. km². W okresie większego zapotrzebowania na wodę pitną lub w przypadku przerwy w działaniu któregoś z dwóch podstawowych rurociągów, woda dostarczana jest dodatkowo z jednego ze źródeł rezerwowych. Są to III Hochquellenleitung mający swój początek w ujęciu Moosbrunn zlokalizowanym w Dolnej Austrii na południowy wschód od Wiednia oraz ujęcia Lobau zlokalizowanego na terenie Parku Narodowego Łęgów Naddunajskich w granicach Wiednia, gdzie woda czerpana jest z Dunaju i naturalnie infiltrowana.
Woda z rurociągów rozprowadzana jest do 29 zbiorników na terenie Wiednia i 2 poza miastem. Mają one łączną pojemność 1,6 mln m³ (z czego 0,9 mln m³ w zbiornikach na terenie miasta), co odpowiada średniemu zapotrzebowaniu Wiednia na wodę w ciągu 4 dni. Są one wykorzystywane jako bufor – napełniane przed nadchodzącymi upałami lub suszami. Z nich woda trafia do sieci wodociągów miejskich.

Mapa przedstawiająca źródła zaopatrzenia Wiednia w wodę pitną. Zaznaczone I, II i III Hochquellenleitung oraz ujęcie wody w Lobau.

|                        | Lokalizacja ujęcia                       | Rodzaj ujęcia              | Maksymalna dzienna ilość dostarczanej wody |
| ---------------------- | ---------------------------------------- | -------------------------- | ------------------------------------------ |
| I Hochquellenleitung   | rejon Schneeberga, Rax i Schneealpe      | wykorzystywane na co dzień | 220 000 m³                                 |
| II Hochquellenleitung  | rejon Hochschwab                         | wykorzystywane na co dzień | 217 000 m³                                 |
| III Hochquellenleitung | okolice Moosbrunn                        | awaryjne                   | 64 000 m³                                  |
| Wasserwerk Lobau       | Lobau, Park Narodowy Łęgów Naddunajskich | awaryjne                   | 80 000 m³                                  |

## I Hochquellenleitung
W II połowie XIX wieku dotychczasowe źródła wody przestały zaspokajać rosnące potrzeby rozwijającego się miasta. W 1860 roku rozpoczęto plany budowy rurociągu z wysokich Alp, który mógłby dostarczać wodę do Wiednia i zniwelować problemy z brakiem wody w czasie suszy. W 1864 roku rada miejska zatwierdziła projekt budowy rurociągu z trzech źródeł: Kaiserbrunn, Stixenstein i Alta. Budowa rozpoczęła się w 1869 roku, a ukończona została w 1874 roku. W 1878 roku instalację rozbudowano. Prace polegały na włączeniu nowych źródeł, a także powiększeniu rezerwuaru wody. W latach 1886-1897 do I Hochquellenleitung przyłączono kolejne źródła zlokalizowane nad Kaiserbrunn. Od 1965 roku cały rejon Schneeberga, Rax i Schneealpe został objęty ochroną ujęć wody pitnej. W 1988 roku przyłączono kolejne źródło Pfannbauernquelle.
I Hochquellenleitung może dziennie dostarczyć do Wiednia do 220 mln l wody. Odległość od najdalszego źródła – Pfannbauernquelle – do końca w zbiorniku Rosenhügel wynosi 150 km. Woda pokonuje ten dystans w ok. 24 h. Wodociąg składa się głównie z wymurowanych kanałów oraz 30 murowanych akweduktów. Przepływ wody w wodociągu odbywa się grawitacyjnie.

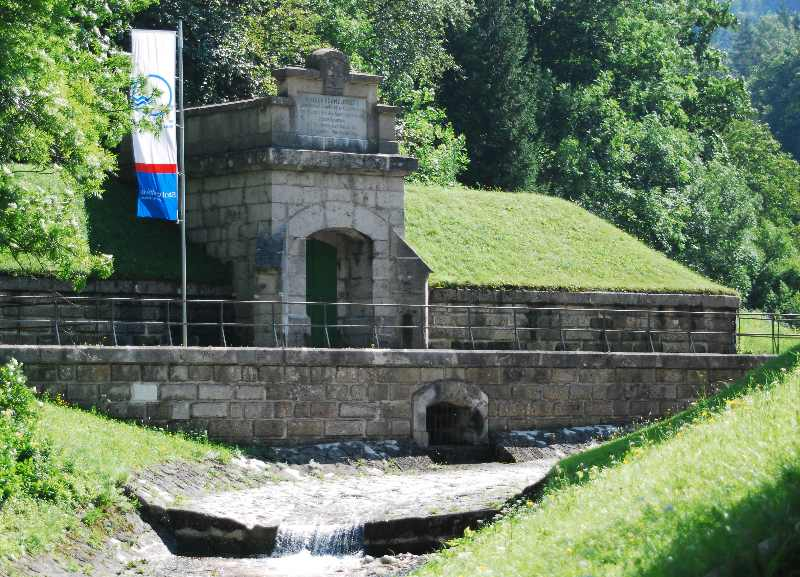
Źródło Kaiserbrunnen
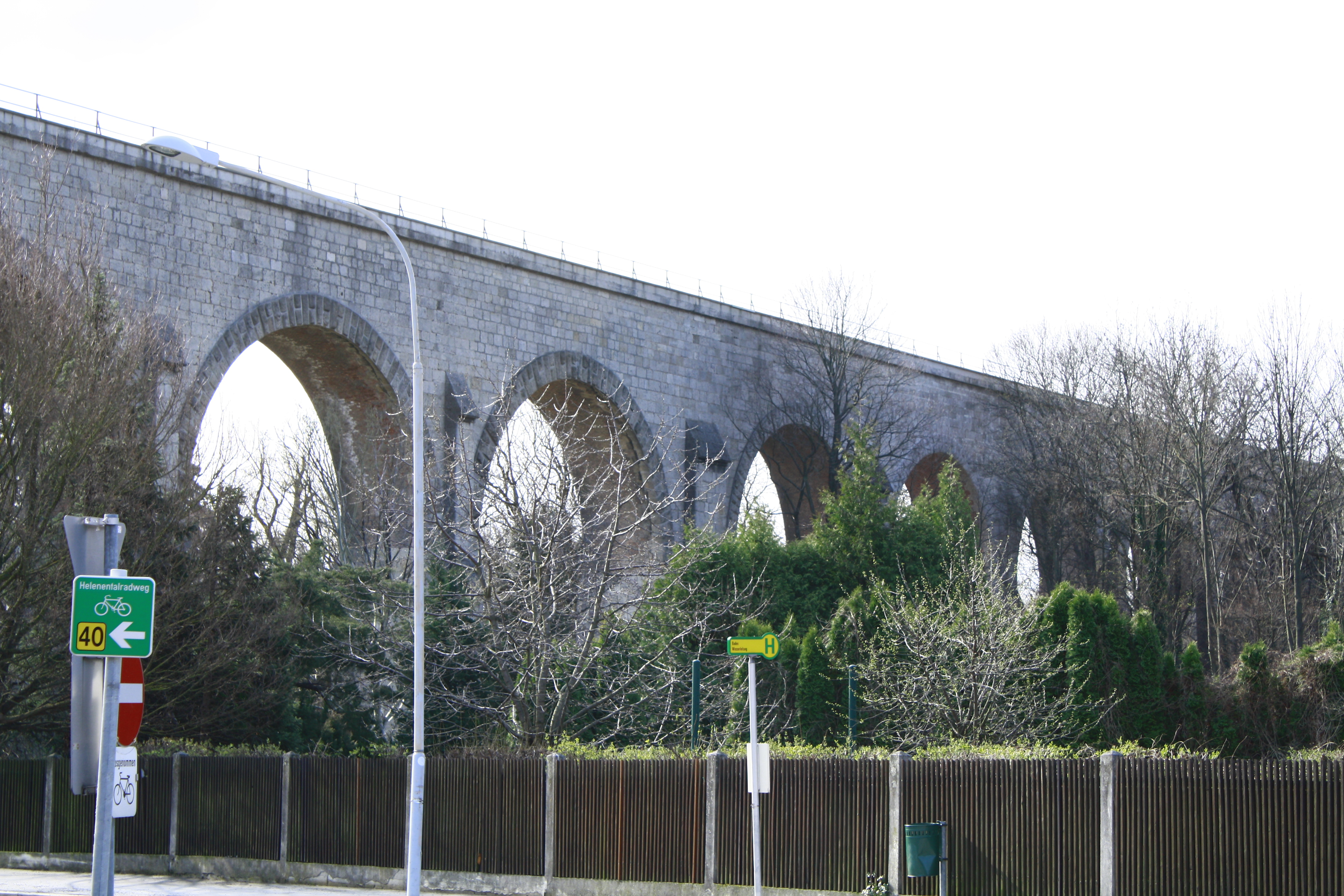
Akwedukt w Baden
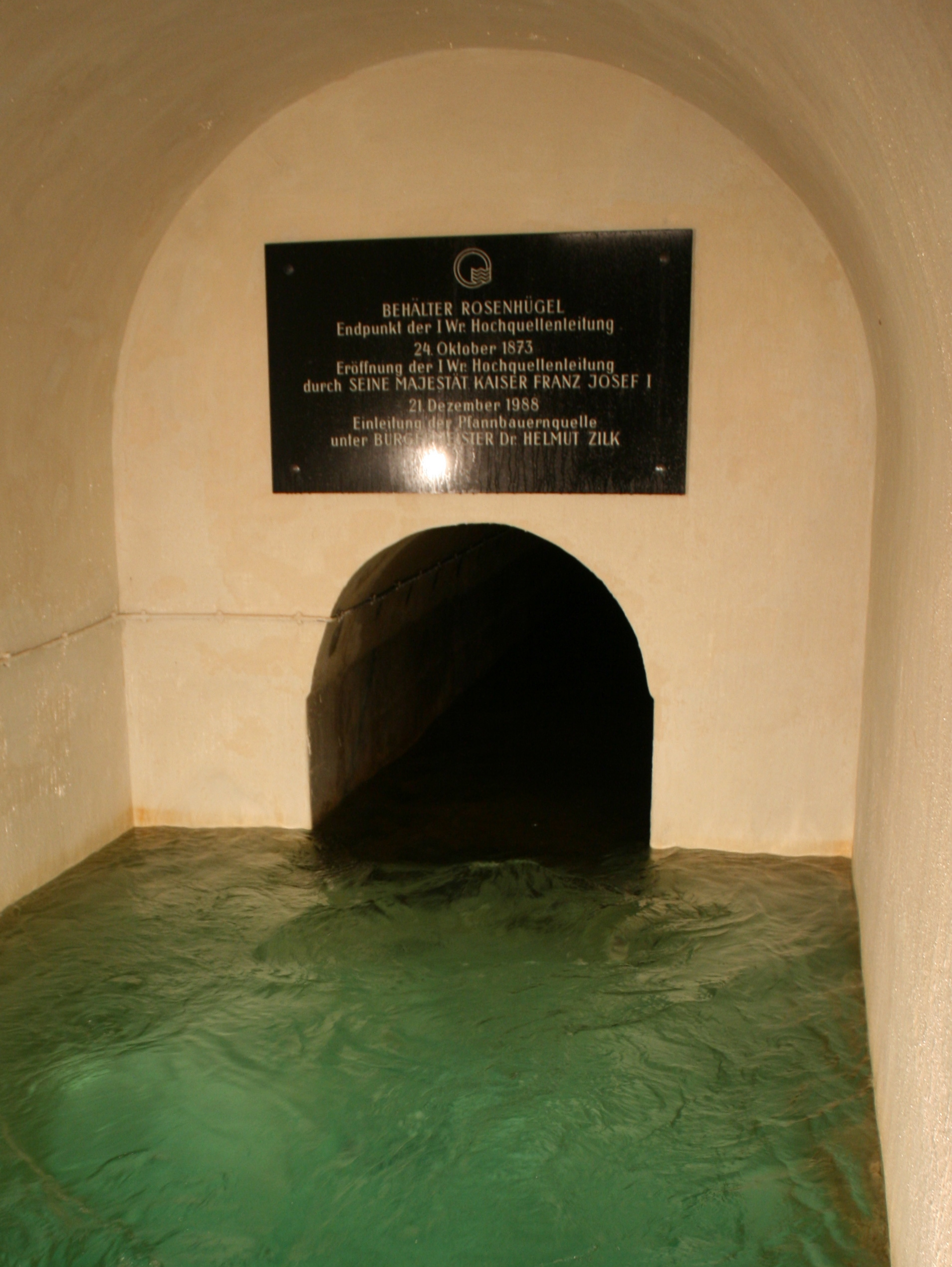
Koniec I Hochquellenleitung w zbiorniku Rosenhügel

## II Hochquellenleitung
Uruchomienie pierwszego wodociągu znacznie obniżyło zachorowalność na dur brzuszny oraz cholerę w Wiedniu. Niestety I Hochquellenleitung dostarczał do Wiednia mniej wody niż początkowo planowano. Z kolei w okresach, gdy konieczne było pobieranie wody z Donaukanal w Nussdorf obserwowana była większa zachorowalność na cholerę i tyfus. W związku z tym w 1900 roku powzięto decyzję o budowie drugiego wodociągu, aby wszystkie dzielnice były zaopatrzone w wodę z wysokich Alp. Budowę rozpoczęto w sierpniu 1900 roku. W grudniu 1910 roku prace zostały ukończone, a woda popłynęła z dwóch ujęć – Kläfferbrunnen i Siebenseequellen. W kolejnych dwóch latach uruchomiono ujęcia Schleierklamm i Höllbachquellen. W późniejszych latach do wodociągu dołączano kolejne źródła, m.in. Brunngraben w 1923 roku i Siebenstein w 1931 roku. Na rurociągu znajdują się hydroelektrownie. Częściowo energia elektryczna z nich wykorzystywana jest w przepompowniach wody, które podnoszą poziom wody. 
II Hochquellenleitung może dostarczać do Wiednia dziennie do 217 mln l wody. Od najdalszego źródła do końca rurociągu woda pokonuje odległość 180 km w ok. 36 h i przepływa przez 100 akweduktów. 

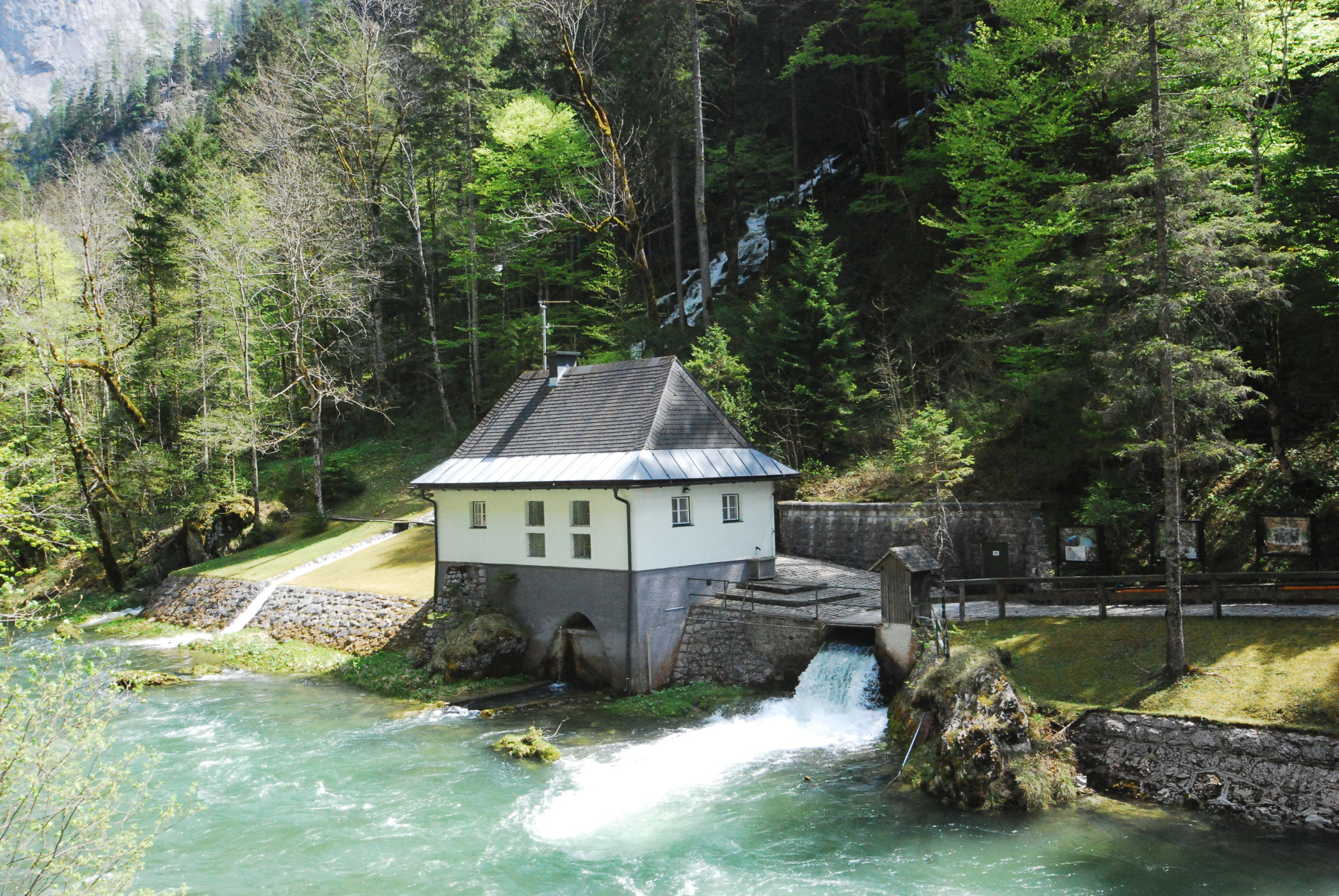
Źródło Kläfferquelle
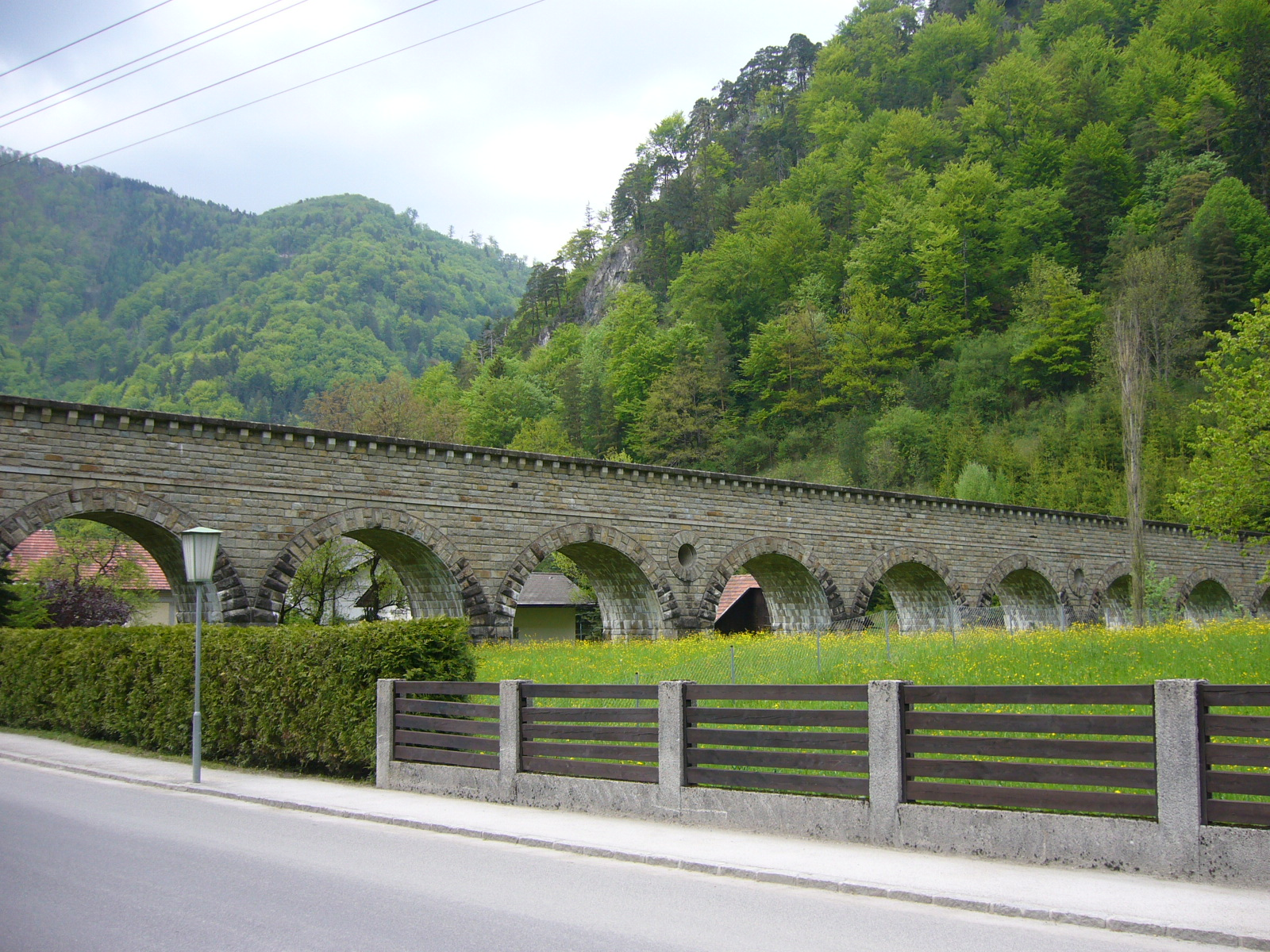
Akwedunkt w okolicy Gaming
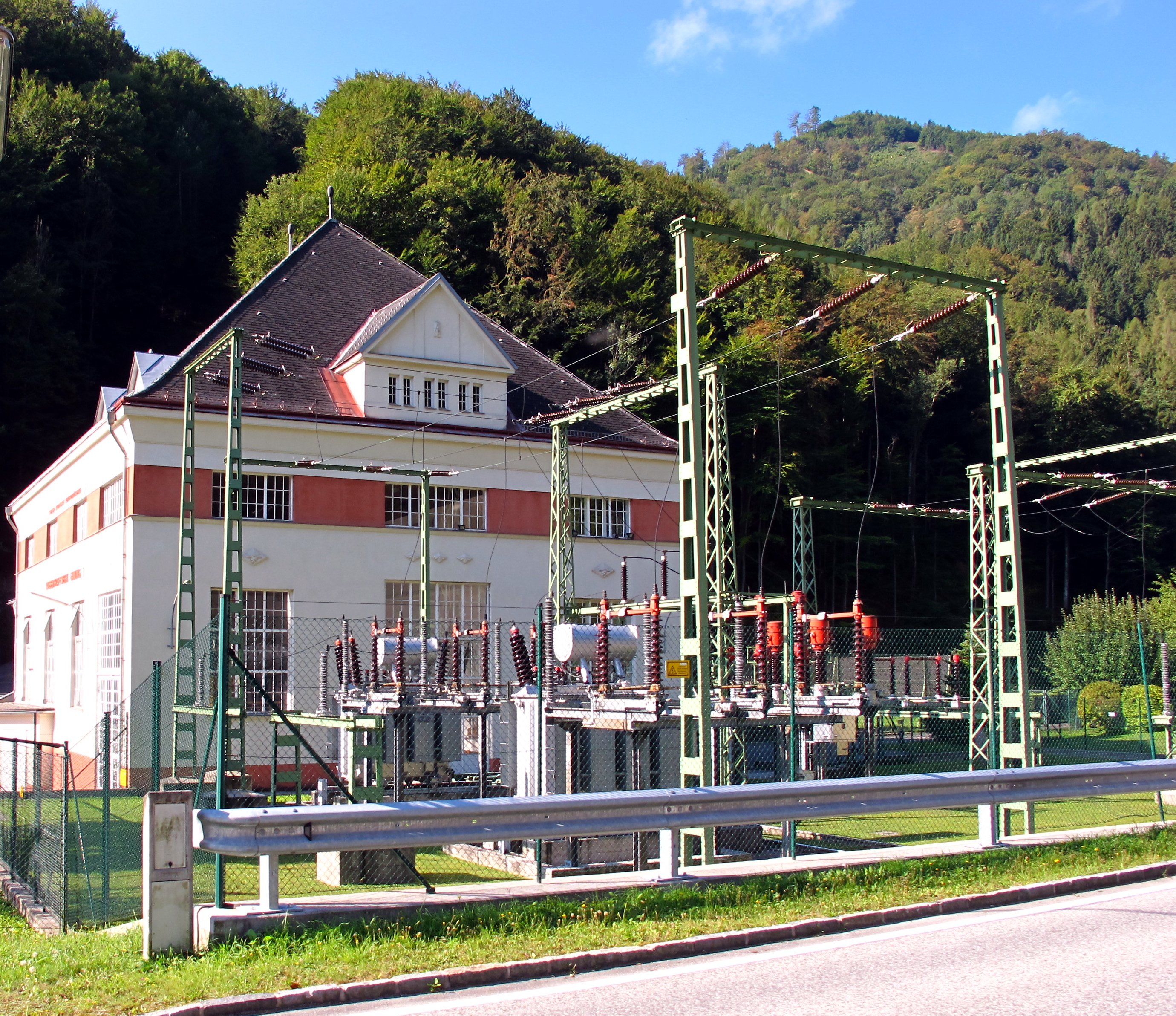
Budynek hydroelektrowni w okolicy Gaming

## III Hochquellenleitung
Na początku XXI wieku wybudowany został trzeci wodociąg dostarczający wodę do Wiednia z ujęcia Moosbrunn na południowy wschód od Wiednia. Instalację otwarto w 2006 roku. Jest ona wykorzystywana jedynie w czasie wysokich temperatur, suszy oraz gdy któryś z dwóch podstawowych wodociągów nie funkcjonuje w pełni. Dziennie może dostarczyć do 64 mln litrów wody. 